# Calias de Calcis
Calias de Calcis（en griego Καλλίας; vivió en el siglo IV a. C.) fue un tirano de Calcis. Fue el sucesor de su padre Mnesarco, conjuntamente con su hermano Tauróstenes (Taurosthenes).
Se alió con Filipo de Macedonia que necesitaba ayuda en contra de Plutarco, tirano de Eretria, y realmente para extender sus dominios a toda la isla de Eubea. Por  su parte Plutarco pidió ayuda a Atenas y, con la oposición de Demóstenes, envió a la isla un ejército dirigido por Foción, que derrotó a Calias en Taminas (Tamynae) en el 348 a. C.
Calias fue a la corte macedonia pero durante su estancia ofendió en algún momento al rey Filipo, y se tubo que marchar a Tebas esperando ganar el favor tebano, pero también acabó mal. Temiendo un ataque de Tebas y Macedonia a Calcis, cambió sus alianzas y pidió ayuda a Atenas, donde Demóstenes se mostró favorable. Atenas reconoció la independencia de Calcis y le transfirió, a esta polis, las contribuciones anuales (συντάξεις) que pagaba Óreo a Atenas. Esquines atribuyó la ayuda de Demóstenes a Calias a un soborno, pero eso es dudoso, ya que es lógico que Demóstenes quisiera un Estado fuerte (la isla de Eubea unida) entre Atenas y Macedonia.
En el 341 a. C. Foción derrotó a los promacedonios de la isla de Eretria (Clitarco) y de Óreo (Filístides) y Calias asumió la hegemonía de la isla. Vivió al menos hasta el 330 a. C., cuando Demóstenes propuso dar a Calias y a su hermano Tauróstenes, la ciudadanía ateniense.